# Carl Andre
Carl George Andre (* 16. September 1935 in Quincy, Massachusetts; † 24. Januar 2024 in New York City) war ein US-amerikanischer Bildhauer des Minimalismus.

## Leben
Carl Andre besuchte von 1951 bis 1953 das angesehene Internat Phillips Academy in Andover (Massachusetts), wo er bei Patrick und Maud Morgan den einzigen formellen Kunstunterricht seines Lebens erhielt. Andre freundete sich mit Hollis Frampton an. Ein Studium am Kenyon College, Ohio, brach er ab. 1954 besuchte Andre England und Frankreich, 1955 bis 1956 leistete er seinen Militärdienst in Fort Bragg, North Carolina, ab.
1957 zog er nach New York, wo ihn Hollis Frampton mit Frank Stella bekannt machte, der ebenfalls die Phillips Academy besucht hatte. Andre arbeitete von 1958 bis 1960 in Stellas Atelier. Frampton machte ihn auch auf Ezra Pound aufmerksam, in dessen Essays er auf Constantin Brancusi stieß. Erste Holzskulpturen entstanden, die Arbeiten wurden aber anscheinend von einem Nachmieter verheizt. Es handelte sich um neun Pyramiden aus vorgeschnittenen Holzscheiten, die zu einer festen Konstruktion zusammengestapelt waren. 1970 baute Andre eine dieser Pyramiden nach. Sie befindet sich heute im Dallas Art Museum.

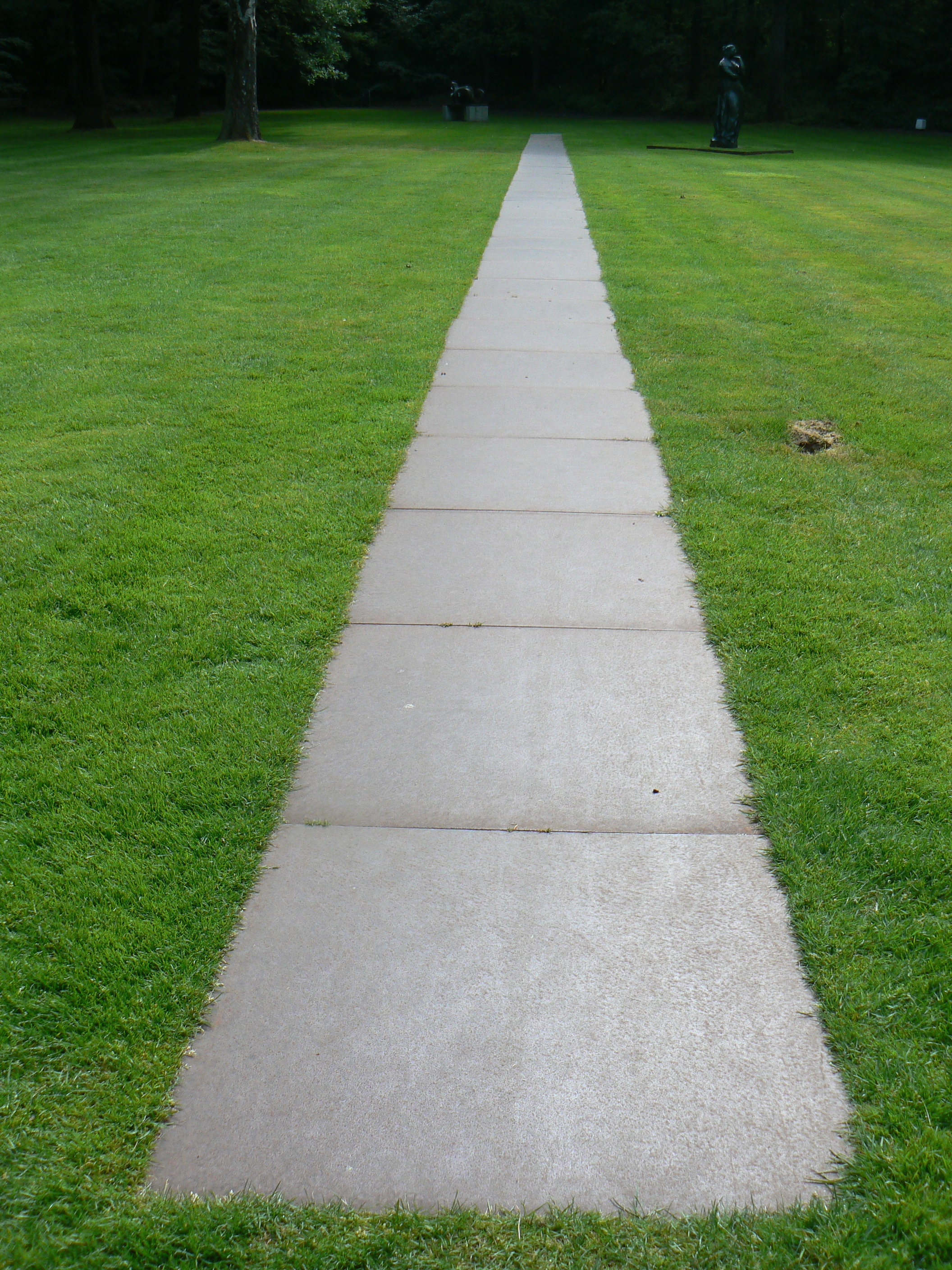
43 Roaring forty (1968) im Kröller-Müller Museum, Otterlo, Niederlande (Foto: 2008)

Von 1960 bis 1964 arbeitete er bei der Pennsylvania Railroad in New Jersey als Bremser auf Güterzügen und Schaffner, eine Periode, in der er kein Geld, Platz oder Zeit für bildhauerische Tätigkeit hatte, die für die Entwicklung seiner künstlerischen Intentionen von ihm selbst aber als außerordentlich wichtig eingeschätzt worden ist. Aus dieser Zeit stammen nach verschiedenen Zufallsprinzipien aus vorgefundenen Texten konstruierte Schreibmaschinengedichte. In New Jersey lernte er Robert Smithson kennen, mit dem er Wanderungen in die Umgebung unternahm. Andres erste Einzelausstellung fand 1965 in der Tibor de Nagy-Gallery in New York statt. In der Folge wurde sein Werk in namhaften Museen und Galerien gezeigt. Im Oktober 1966 nahm er mit Ad Reinhardt, Robert Smithson, Robert Morris, Agnes Martin, Jo Baer, Dan Flavin, Michael Steiner, Sol Le Witt und Donald Judd an der Ausstellung 10 in der (Virginia) Dwan Gallery teil. Am 23. Juli 1963 eröffnete Heiner Friedrich mit Franz Dahlem und seiner Frau Six in München die Galerie Friedrich & Dahlem. Neben einigen zu dieser Zeit noch unbekannten Minimal-, Land-Art- und Konzeptkünstlern zeigte die Galerie Friedrich 1968 auch die ersten Bodenplastiken von Carl Andre. Der Darmstädter Unternehmer Karl Ströher erwarb aus Friedrichs Ausstellung drei bedeutende Werke von Andre, um sie dem Hessischen Landesmuseum Darmstadt als Leihgaben zur Verfügung zu stellen. Das Städtische Museum in Mönchengladbach zeigte dann Ende 1968 Werke von Andre.
Im März 1969 nahm Andre an Harald Szeemanns als 'legendär' bezeichneten Ausstellung Live in your head: When Attitudes become Form (Wenn Attitüden Form werden) in der Kunsthalle Bern teil. Die Ausstellung reiste anschließend von der Kunsthalle Bern zum Museum Haus Lange in Krefeld und zum Institute of Contemporary Arts in London. 1968 waren seine Arbeiten auf der 4. documenta in Kassel zu sehen, 1970 im Guggenheim-Museum in New York, 1981 auf der Westkunst in Köln, 1982 auf der documenta 7 in Kassel, 1987 im Van Abbemuseum in Eindhoven, 1994 in Brüssel im Musée des Beaux-Arts, 1996 im Museum of Modern Art in Oxford, England, 1997 im Musée Cantini in Marseille und im selben Jahr in Deutschland in der Synagoge in Stommeln. Peter Iden erwarb 1981 drei Bodenarbeiten Andres zusammen mit weiteren 84 Werken aus der Sammlung von Karl Ströher für das Museum für Moderne Kunst in Frankfurt. Die Arbeiten wurden seitdem in verschiedenen Ausstellungen zwischen 1991 und 2002 im Frankfurter Museum und international gezeigt. 2011 wurde Andre mit dem hochdotierten Roswitha Haftmann-Preis ausgezeichnet. 2015 wurde er in die American Academy of Arts and Sciences gewählt.
1985 hatte Andre die kubanisch-US-amerikanische Künstlerin Ana Mendieta geheiratet. Mendieta stürzte am 8. September 1985 aus dem Fenster ihrer gemeinsamen New Yorker Wohnung im 34. Stock. Carl Andre wurde 1988 vom Mordvorwurf freigesprochen. Der Tod von Mendieta ist bis heute ungeklärt. Ein beträchtlicher Teil der Kunstszene blieb von Andres Schuld oder Mitschuld an ihrem Tod überzeugt, Retrospektiven seiner Kunst wurden regelmäßig von Protestaktionen begleitet.

## Werk
Carl Andre war einer der bedeutenden Vertreter des Minimalismus. Von den Künstlern seiner Zeit schätzte er besonders Frank Stella, mit dem er 1958/59 zusammenarbeitete, und vor allem Constantin Brâncuși, mit dessen Skulptur Endlose Säule (1937/38) er sich lange und intensiv auseinandergesetzt hat. Brâncuși wird von manchen Kunsthistorikern als Vorläufer der Minimal-Art angesehen, während Andres erste Skulptur-Arbeit, die neun geschichteten Pyramiden, als erste minimalistische Arbeit überhaupt eingeordnet wird. Andres frühe Arbeiten kreisen um das Problem eines Schnitt in den Raum, und in Brâncușis Arbeit sah er verwandte Tendenzen. In den folgenden Arbeiten konzentrierte er sich auf raumgreifende Anordnungen von Linien, Reliefs oder Flächen aus verschiedenen Materialien, wie unbearbeitetem Holz, Holzbohlen, Ziegelsteinen, Granitblöcken, Kreidestücken oder flachen Stahl-, Aluminium-, Blei-, Zink-, Magnesium- und Kupferplatten, die gelegentlich in angrenzende Räume übergreifen.
Seit Mitte der 1960er Jahre konzentrierte sich Andre auf extrem flache Skulpturen: Felder, die aus quadratischen oder rechteckigen Platten aus verschiedenen Materialien, meist Metallen, bestehen, die Kante an Kante gelegt sind, die daher keine Schatten werfen und die vom Betrachter betreten werden können. Für einige seiner Bodenskulpturen wählte Andre spezifische Standorte innerhalb eines Ausstellungsraumes (Raummitte, Raumecke), in Bezug auf die meisten seiner Werke überlässt er allerdings den Kuratoren die Standortwahl im Raumkontext. Die sinnliche Wahrnehmung des Betrachters, der das Feld betritt, die unterschiedlichen Materialien unter seinen Füßen spürt, die unterschiedlichen Klänge und Töne beim Betreten der verschiedenen Platten hört und der die Veränderungen des Lichts auf den Materialien durch seinen eigenen Schatten sehen kann, wird in Andres Skulpturen gefordert. Andre nennt seine Skulpturen roads, Straßen, und zones, Zonen oder Gebiete. Das heißt, dass sowohl der Raum um das Kunstwerk und über dem Kunstwerk Teil desselben ist, dem der Betrachter nicht in der Distanz, frontal, gegenübersteht, sondern dass er sich im Raum des Kunstwerks selbst befindet, welches er von innen mit allen Sinnen wahrnimmt.
Konstante in den Arbeiten Andres waren neben der Auseinandersetzung mit dem Phänomen des Raumes seine Aufmerksamkeit und Sensibilität für die verschiedenen Materialien, zum Beispiel für rohes, wenig bearbeitetes Holz. Eine weitere Konstante in seiner künstlerischen Arbeit war das Spiel mit der Sprache und den Wörtern.

## Werke
- 1964: Bauholzobjekt
- 1967: 144 Steel Square, Museum für Moderne Kunst, Frankfurt a. M.
- 1968: 22 Steel Row, Frankfurt
- 1968: 35 Timber Line, Frankfurt
- 1970: Aluminium- und Zinkebene
- 1977: Schnittlinie (Secant)
- 1988: Belgicube[12]
- 1997: Synagogenprojekt, Synagoge Stommeln
- 2007: Homenaje a Chillida, St. Peter (Köln)

## Arbeiten in öffentlichen Sammlungen
- Hallen für Neue Kunst, Schaffhausen
- Hamburger Kunsthalle, Hamburg
- Kunstmuseum Wolfsburg, Wolfsburg
- Migros Museum für Gegenwartskunst, Zürich
- Museum für Moderne Kunst (MMK), Frankfurt am Main
- Städtisches Museum Abteiberg, Mönchengladbach
- Zentrum für Kunst und Medientechnologie, Karlsruhe

## Ausstellungen
- 1991: Carl Andre: Extraneous Roots, Museum für Moderne Kunst im Karmeliterkloster, Frankfurt am Main.
- 1996: Sculptor 1966, Kunstmuseum Wolfsburg, Wolfsburg.
- 2003: Carl Andre: Blickachsen 4, Skulpturen im Kurpark Bad Homburg v. d. Höhe, Bad Homburg 18. Mai bis 5. Oktober 2003.
- 2004: Carl Andre – New works and new publication – Carl Andre Glarus 1993–2004, Galerie Tschudi, Glarus.
- 2005: Carl Andre Black holes, 44. Carbon copper triads, Kunsthalle Basel.
- 2010: Radical Conceptual, Museum für Moderne Kunst (MMK), Frankfurt am Main.
- 2011: Carl Andre, Museum Kurhaus Kleve und Museion in Bozen, Italien.
- 2014: Poems, Museum zu Allerheiligen, Schaffhausen.
- 2014: Carl Andre: Sculpture as Place, 1958–2010. Dia:Beacon, Beacon, USA[13].
- 2014: A Friendship: Carl Andre’s Works on Paper from the LeWitt Collection. The Dan Flavin Institute, Bridgehampton, USA.[14]
- 2014: Carl Andre: Squares. Konrad Fischer Galerie Düsseldorf.
- 2014: Peace of Münster, LWL-Museum für Kunst und Kultur, Münster (ab 20. September).[15]

## Texte, Gedichte
- One Hundred Sonnets. Seth Siegelaub, Dwan Gallery, New York 1969.
- A Theory of Poetry. Seth Siegellaub, Dwan Gallery, New York 1969.
- Lyrics ond Odes. Seth Siegelaub, Dwan Gallery, New York 1969.
- Eleven Poems. Sperone, Turin 1974.
- James Meyer (Hrsg.), Carl Andre: Cuts, Texts. 1959–2004. MIT Press, Cambridge, Mass. 2005, ISBN 0-262-01215-4.